# Randy Napoleon
Randy Napoleon (* 30. května 1977, New York) je americký jazzový kytarista. Je synem historičky Davi Napoleon a nejprve hrál na housle, ale brzy poté přešel ke kytaře. Vyrůstal v Ann Arbor v Michiganu Poté, co vystudoval hudbu na University of Michigan, se přestěhoval do New Yorku, kde se začal profesionálně věnovat hudbě. Vedle svého vlastního sextetu a tria spolupracoval s dalšími hudebníky, mezi které patří například Freddy Cole, Melissa Morgan nebo Michael Bublé.